# Morti il 28 giugno
| Questa pagina contiene informazioni ricavate automaticamente dalle voci biografiche con l'ausilio del template Bio e di un bot. L'aggiornamento è periodico e automatico e ricostruisce completamente la pagina. Se manca una persona in questa lista, sei pregato di non aggiungerla, ma accertati piuttosto che la sua voce biografica contenga il template Bio e che i dati anagrafici siano correttamente compilati. Se il template Bio manca, inseriscilo tu stesso o, in alternativa, metti l'avviso {{tmp\|Bio}} che ne segnala la mancanza. Se i dati riportati sono sbagliati, correggi direttamente la voce biografica; le modifiche saranno visibili in questa lista entro pochi giorni. Per chiarimenti vedi il progetto biografie. La lista contiene solo le 480 persone che sono citate nell'enciclopedia e per le quali è stato implementato correttamente il template Bio. Pagina aggiornata al 13 ago 2025. |

## II secolo a.C.(1)
- 116 a.C. - Tolomeo VIII, sovrano egizio

## III secolo(1)
- 202 - Yuan Shao, generale cinese (n. 154)

## VI secolo(2)
- 548 - Teodora, imperatrice bizantina
- 572 - Alboino, sovrano longobardo

## VIII secolo(1)
- 767 - Papa Paolo I, papa, vescovo e cardinale italiano (n. 700)

## X secolo(3)
- 918 - Guglielmo I di Aquitania, sovrano franco (n. 875)
- 928 - Ludovico il Cieco, re
- 976 - Gerone di Colonia, arcivescovo tedesco

## XI secolo(2)
- 1022 - Notker III di San Gallo, abate, scrittore e traduttore tedesco (n. 950)
- 1061 - Fiorenzo I d'Olanda, conte olandese

## XII secolo(3)
- 1119 - Ruggero di Salerno, cavaliere medievale normanno
- 1154 - Ermengol VI di Urgell, conte (n. 1096)
- 1189 - Matilde d'Inghilterra, duchessa (n. 1156)

## XIII secolo(2)
- 1249 - Adolfo I, conte di Mark, nobile tedesco
- 1279 - Giovanni I di Blois-Châtillon, nobile

## XIV secolo(6)
- 1385 - Andronico IV Paleologo, imperatore bizantino (n. 1348)
- 1389 - Lazar Hrebeljanović, condottiero e santo serbo (n. 1329)
- 1389 - Murad I, sultano ottomano (n. 1326)
- 1389 - Miloš Obilić, cavaliere serbo
- 1389 - Yakub Çelebi, principe ottomano (n. 1362)
- 1392 - Vygantas, nobile lituano

## XV secolo(7)
- 1419 - Amedeo di Saluzzo, cardinale italiano
- 1428 - Lodovico Migliorati, nobile e condottiero italiano
- 1437 - Lucia d'Este, nobildonna italiana (n. 1419)
- 1473 - Pietro d'Amboise, nobile francese (n. 1408)
- 1473 - John Talbot, III conte di Shrewsbury, militare inglese (n. 1448)
- 1492 - Giovanni Compesio, arcivescovo cattolico italiano
- 1495 - Giovanni di Capua, condottiero italiano

## XVI secolo(10)
- 1527 - Bernardo de' Rossi, vescovo cattolico italiano (n. 1468)
- 1532 - Pompeo Colonna, cardinale italiano (n. 1479)
- 1540 - Federico II Gonzaga, nobile e collezionista d'arte italiano (n. 1500)
- 1565 - Semiz Ali Pascià, politico ottomano
- 1570 - Francesco Pisani, cardinale e vescovo cattolico italiano (n. 1494)
- 1578 - Giovanni Anguissola, condottiero italiano (n. 1514)
- 1586 - Primož Trubar, religioso e scrittore sloveno (n. 1508)
- 1590 - Hori Hidemasa, militare giapponese (n. 1553)
- 1597 - Vincenzo Cutelli, vescovo cattolico italiano (n. 1542)
- 1598 - Abramo Ortelio, cartografo e geografo fiammingo (n. 1527)

## XVII secolo(12)
- 1607 - Domenico Fontana, architetto italiano (n. 1543)
- 1619 - Carlo Lambardi, architetto italiano (n. 1545)
- 1623 - Federico Ubaldo della Rovere, duca (n. 1605)
- 1624 - Ridolfo Campeggi, letterato e poeta italiano (n. 1565)
- 1628 - Jens Munk, navigatore e esploratore danese (n. 1579)
- 1630 - Sante Creara, pittore italiano
- 1649 - Gioacchino Assereto, pittore italiano (n. 1600)
- 1650 - Jean Rotrou, scrittore e drammaturgo francese (n. 1609)
- 1654 - John Southworth, presbitero e missionario inglese (n. 1592)
- 1663 - Giulio Cesare Sacchetti, cardinale e vescovo cattolico italiano (n. 1587)
- 1672 - Girolamo de' Cori, vescovo cattolico italiano (n. 1597)
- 1681 - Angélique de Fontanges, nobildonna francese (n. 1661)

## XVIII secolo(26)
- 1705 - Giovanni Martino Hamerani, medaglista italiano (n. 1646)
- 1708 - Melchor Liñán y Cisneros, arcivescovo cattolico spagnolo (n. 1629)
- 1714 - Daniel Papebroch, gesuita, storico e diplomatista belga (n. 1628)
- 1715 - Antonio Nasini, pittore e presbitero italiano (n. 1643)
- 1716 - George FitzRoy, I duca di Northumberland, nobile, generale e politico inglese (n. 1665)
- 1721 - Isaac Sailmaker, pittore olandese (n. 1633)
- 1724 - Orazio Filippo Spada, cardinale e arcivescovo cattolico italiano (n. 1659)
- 1736 - Cristiano di Sassonia-Weissenfels, duca (n. 1682)
- 1737 - Andrea Tirali, architetto italiano (n. 1657)
- 1742 - Pascasio Giannetti, filosofo italiano (n. 1661)
- 1743 - Francesca Manzoni, poetessa italiana (n. 1710)
- 1745 - Antoine Forqueray, compositore, clavicembalista e gambista francese (n. 1672)
- 1745 - Giovanni Maria delle Piane, pittore italiano (n. 1660)
- 1748 - Joseph Anne Marie de Moyriac de Mailla, gesuita, missionario e storico francese (n. 1669)
- 1756 - Armand II de Rohan-Soubise, cardinale, vescovo cattolico e abate francese (n. 1717)
- 1757 - Sofia Dorotea di Hannover, regina (n. 1687)
- 1761 - Luigi Carlo di Lorena, principe di Lambesc, nobile francese (n. 1725)
- 1768 - George Hadley, avvocato e fisico inglese (n. 1685)
- 1769 - Elisabeth Stierncrona, contessa e scrittrice svedese (n. 1714)
- 1776 - Thomas Hickey, militare irlandese
- 1788 - Johann Christoph Vogel, compositore tedesco (n. 1756)
- 1796 - Antonio Maria Lorgna, matematico e ingegnere italiano (n. 1735)
- 1797 - Pietro Verri, nobile, filosofo e economista italiano (n. 1728)
- 1798 - Giovanni Borgi, artigiano italiano (n. 1732)
- 1798 - Pierre Dutillieu, compositore italiano (n. 1754)
- 1800 - Enrico XI di Reuss-Greiz, principe (n. 1722)

## XIX secolo(59)
- 1801 - Martin Johann Schmidt, pittore austriaco (n. 1718)
- 1802 - Johann Jakob Engel, scrittore tedesco (n. 1741)
- 1810 - Hendrik de Cort, pittore fiammingo (n. 1742)
- 1813 - Gerhard von Scharnhorst, generale prussiano (n. 1755)
- 1814 - Edmond Louis Alexis Dubois-Crancé, politico francese (n. 1747)
- 1815 - Torii Kiyonaga, artista giapponese (n. 1752)
- 1816 - Pierre Marie Barthélemy Ferino, generale italiano (n. 1747)
- 1816 - Johannes Flüggé, botanico tedesco (n. 1775)
- 1816 - Giuseppe Grimaldi, principe francese (n. 1763)
- 1819 - Johann Karl Wezel, poeta e filosofo tedesco (n. 1747)
- 1821 - August Friedrich Schweigger, medico e naturalista tedesco (n. 1783)
- 1822 - Francis Ingram-Seymour-Conway, II marchese di Hertford, nobile e politico britannico (n. 1743)
- 1822 - Francesco Morelli, fantino italiano (n. 1788)
- 1824 - Hans Henric von Essen, generale e politico svedese (n. 1755)
- 1830 - David Walker, scrittore statunitense (n. 1785)
- 1834 - Giuseppe Bove, urbanista e architetto russo (n. 1784)
- 1835 - Ghaem Magham Farahani, politico e storico iraniano (n. 1779)
- 1835 - Augustin Johann Joseph Gruber, arcivescovo cattolico austriaco (n. 1763)
- 1835 - Charles Mathews, attore teatrale e direttore teatrale inglese (n. 1776)
- 1836 - James Madison, politico statunitense (n. 1751)
- 1838 - Friedrich Accum, chimico tedesco (n. 1769)
- 1845 - John Gilbert, esploratore e naturalista britannico (n. 1812)
- 1847 - Guido Sorelli, scrittore e poeta italiano (n. 1796)
- 1848 - Jean-Baptiste Debret, pittore francese (n. 1768)
- 1852 - Wilhelm Hisinger, chimico svedese (n. 1766)
- 1852 - Joseph Récamier, ginecologo francese (n. 1774)
- 1852 - Emanuele di Mensdorff-Pouilly, generale austriaco (n. 1777)
- 1853 - Charles-Marie Bouton, pittore francese (n. 1781)
- 1853 - Francis Charteris, VIII conte di Wemyss, nobile scozzese (n. 1772)
- 1858 - Jane Marcet, scrittrice e divulgatrice scientifica britannica (n. 1769)
- 1860 - Joseph Carl von Anrep, generale russo (n. 1798)
- 1862 - Luigi Alonzi, brigante italiano (n. 1825)
- 1863 - Armand-François Jouslin de La Salle, giornalista, drammaturgo e regista francese (n. 1794)
- 1863 - Victor Loche, militare e naturalista francese (n. 1806)
- 1866 - Guglielmo Gasparrini, botanico e micologo italiano (n. 1803)
- 1867 - Federico Günther di Schwarzburg-Rudolstadt, nobile (n. 1793)
- 1868 - Eduard Zeis, chirurgo e oculista tedesco (n. 1807)
- 1869 - Aleksej Ivanovič Butakov, ammiraglio e geografo russo (n. 1816)
- 1869 - Niccolò Cerbara, medaglista e incisore italiano (n. 1796)
- 1870 - Henrik Reuterdahl, arcivescovo luterano svedese (n. 1795)
- 1872 - Carlotta Marchisio, soprano italiano (n. 1835)
- 1874 - Katherine Stanley, nobildonna e attivista inglese (n. 1842)
- 1876 - August Wilhelm Ambros, compositore e storiografo ceco (n. 1816)
- 1877 - Giovan Carlo Baratta, scultore italiano (n. 1790)
- 1881 - Jules-Armand Dufaure, politico francese (n. 1798)
- 1883 - Emilio De Fabris, architetto italiano (n. 1807)
- 1885 - Rachel Cliff, attivista statunitense (n. 1806)
- 1885 - Hacı Arif Bey, compositore ottomano (n. 1831)
- 1888 - Alfred Armand, architetto e numismatico francese (n. 1805)
- 1889 - Maria Mitchell, astronoma statunitense (n. 1818)
- 1891 - Raffaele Andreoli, letterato italiano (n. 1823)
- 1891 - Enrico Gagliardi, politico italiano (n. 1820)
- 1892 - Harry Atkinson, politico neozelandese (n. 1831)
- 1895 - Giacomo Franco, architetto italiano (n. 1818)
- 1899 - Emilio Bufardeci, presbitero, patriota e politico italiano (n. 1816)
- 1899 - Georgij Aleksandrovič Romanov, nobile russo (n. 1871)
- 1900 - Michal Chrástek, storico della letteratura, bibliografo e presbitero slovacco (n. 1825)
- 1900 - Erastus Salisbury Field, pittore statunitense (n. 1805)
- 1900 - Harriet E. Wilson, scrittrice statunitense (n. 1825)

## XX secolo(204)
- 1905 - Pavel Pavlovič Šuvalov, nobile e ufficiale russo (n. 1859)
- 1906 - Grigorij Pavlovič Čuchnin, ammiraglio russo (n. 1848)
- 1908 - Carlo Tranfo, avvocato e politico italiano (n. 1831)
- 1909 - Yin Fu, insegnante cinese (n. 1840)
- 1911 - Raffaele Faraggiana, politico italiano (n. 1841)
- 1912 - Manuel Ferraz de Campos Sales, avvocato e politico brasiliano (n. 1842)
- 1913 - Ernst Betche, botanico tedesco (n. 1851)
- 1914 - Camillo Boito, architetto, restauratore e teorico dell'architettura italiano (n. 1836)
- 1914 - Giovanni Battista Cerruti, esploratore italiano (n. 1850)
- 1914 - Sophie Chotek von Chotkowa, nobildonna ceca (n. 1868)
- 1914 - Francesco Ferdinando d'Austria-Este, nobile e militare austriaco (n. 1863)
- 1915 - Guillermo Billinghurst, politico peruviano (n. 1851)
- 1915 - Amon von Gregurich, schermidore ungherese (n. 1867)
- 1916 - Brandolino Brandolini d'Adda, politico e militare italiano (n. 1878)
- 1916 - Ștefan Luchian, pittore rumeno (n. 1868)
- 1916 - Christian Luerssen, botanico tedesco (n. 1843)
- 1916 - Giacinto Vicinanza, militare italiano (n. 1882)
- 1918 - Albert Henry Munsell, pittore e inventore statunitense (n. 1858)
- 1920 - Gavriil Vasil'evič Baranovskij, architetto, ingegnere e storico dell'arte russo (n. 1860)
- 1920 - Edoardo Colombo, calciatore italiano (n. 1899)
- 1920 - Pauline Rita, soprano e attrice britannica (n. 1842)
- 1921 - Carlo Giuseppe Bonaparte, politico, avvocato e funzionario francese (n. 1851)
- 1921 - Marc-Edmond Dominé, militare francese (n. 1848)
- 1922 - Velimir Chlebnikov, poeta russo (n. 1885)
- 1922 - George Helmore, rugbista a 15 e crickettista neozelandese (n. 1862)
- 1923 - Day Bosanquet, ammiraglio e politico britannico (n. 1843)
- 1923 - Jamshedji Framji Madan, produttore cinematografico e produttore teatrale indiano (n. 1857)
- 1924 - Jack Darragh, hockeista su ghiaccio canadese (n. 1890)
- 1925 - Carlo Stragliati, pittore italiano (n. 1867)
- 1928 - Ida Ferenczy, nobile ungherese (n. 1839)
- 1928 - Alfred Fronval, aviatore francese (n. 1893)
- 1932 - Maironis, poeta, presbitero e teologo lituano (n. 1862)
- 1932 - Sibylle Gabrielle Riqueti de Mirabeau, nobildonna e scrittrice francese (n. 1849)
- 1932 - Luigi Zappi Ceroni, imprenditore e politico italiano (n. 1854)
- 1934 - Ludovico Fulci, politico italiano (n. 1849)
- 1934 - Daria Harjevschi, bibliotecaria rumena (n. 1862)
- 1936 - Edward Babcock, lottatore statunitense (n. 1872)
- 1936 - Aleksandr Berkman, anarchico russo (n. 1870)
- 1936 - Archibald Hunter, generale britannico (n. 1856)
- 1937 - Max Adler, filosofo, sociologo e politico austriaco (n. 1873)
- 1937 - Ľudovít Čordák, pittore slovacco (n. 1864)
- 1937 - Adolfo Giaquinto, poeta, cuoco e giornalista italiano (n. 1846)
- 1937 - Edi Steinemann, ginnasta svizzero (n. 1906)
- 1938 - Lazare Meerson, scenografo russo (n. 1900)
- 1939 - Emilio Villoresi, pilota automobilistico italiano (n. 1913)
- 1940 - Lino Balbo, giornalista e politico italiano (n. 1909)
- 1940 - Italo Balbo, politico, generale e aviatore italiano (n. 1896)
- 1940 - Enrico Baroni, militare italiano (n. 1892)
- 1940 - António Ginestal Machado, politico portoghese (n. 1873)
- 1940 - Nello Quilici, giornalista e scrittore italiano (n. 1890)
- 1941 - Richard Carle, attore statunitense (n. 1871)
- 1942 - Rita Brunetti, fisica italiana (n. 1890)
- 1942 - Janka Kupała, poeta e scrittore bielorusso (n. 1882)
- 1942 - Riccardo Simonini, pediatra e epidemiologo italiano (n. 1865)
- 1943 - Philipp Heck, giurista tedesco (n. 1858)
- 1943 - Gennaro Napoli, compositore italiano (n. 1881)
- 1943 - Alma Vivoda, partigiana italiana (n. 1911)
- 1943 - Ladislav Vácha, ginnasta cecoslovacco (n. 1899)
- 1944 - Angelo Bettini, politico e partigiano italiano (n. 1893)
- 1944 - Philippe Henriot, politico francese (n. 1889)
- 1944 - Maria Monaci Gallenga, stilista e designer italiana (n. 1880)
- 1944 - Luigi Tandura, militare e partigiano italiano (n. 1921)
- 1946 - Pino Camilleri, politico italiano (n. 1918)
- 1946 - Concino Concini, funzionario e politico italiano (n. 1864)
- 1946 - Raymond Lawler, calciatore statunitense (n. 1888)
- 1947 - Stanislav Kostka Neumann, poeta, giornalista e politico ceco (n. 1875)
- 1948 - Enrico Caffi, naturalista e presbitero italiano (n. 1866)
- 1948 - Elena da Persico, giornalista e scrittrice italiana (n. 1869)
- 1948 - Nikolaj Il'ič Podvojskij, politico sovietico (n. 1880)
- 1948 - Francesco Rossi, avvocato e politico italiano (n. 1863)
- 1948 - Arturo Stanghellini, scrittore italiano (n. 1887)
- 1948 - Virgil Šček, politico e presbitero sloveno (n. 1889)
- 1950 - Makarios II di Cipro, arcivescovo ortodosso e politico cipriota (n. 1870)
- 1950 - Edward Childs Carpenter, commediografo e sceneggiatore statunitense (n. 1872)
- 1951 - Fumiko Hayashi, scrittrice e poetessa giapponese (n. 1903)
- 1951 - Maria Pia Mastena, religiosa e beata italiana (n. 1881)
- 1952 - Angelo Masieri, architetto italiano (n. 1921)
- 1953 - Lucien Bataille, attore francese (n. 1877)
- 1954 - Franz Mattenklott, militare tedesco (n. 1884)
- 1954 - Ioan Mihail Racoviță, generale e politico rumeno (n. 1889)
- 1957 - Charles Seltman, storico, numismatico e archeologo britannico (n. 1886)
- 1958 - Ermacora Zuliani, militare italiano (n. 1897)
- 1959 - Hermann Leopoldi, compositore e cabarettista austriaco (n. 1888)
- 1959 - Christian Svendsen, ginnasta danese (n. 1890)
- 1960 - Móric Esterházy, politico ungherese (n. 1881)
- 1960 - Juan Jover, pilota automobilistico spagnolo (n. 1903)
- 1961 - Arthur Allers, velista norvegese (n. 1875)
- 1961 - Maneca, calciatore brasiliano (n. 1926)
- 1961 - Cesare Zanzottera, ciclista su strada italiano (n. 1886)
- 1962 - Mickey Cochrane, giocatore di baseball e allenatore di baseball statunitense (n. 1903)
- 1962 - Silvio Pasi, partigiano italiano (n. 1911)
- 1963 - Frank Baker, giocatore di baseball statunitense (n. 1886)
- 1965 - Romolo Corona, compositore, produttore discografico e editore italiano (n. 1893)
- 1965 - Lavinia Mazzucchetti, germanista, critica letteraria e traduttrice italiana (n. 1889)
- 1965 - Ottavio Pastore, giornalista e politico italiano (n. 1887)
- 1966 - Mehmet Fuad Köprülü, politico e storico turco (n. 1890)
- 1966 - Enrico Mauceri, storico dell'arte italiano (n. 1869)
- 1966 - Frances Maule Bjorkman, scrittrice e attivista statunitense (n. 1879)
- 1966 - Jack Silcock, calciatore inglese (n. 1898)
- 1967 - Oskar Maria Graf, scrittore tedesco (n. 1894)
- 1967 - Rūdolfs Kronlaks, calciatore lettone (n. 1903)
- 1967 - Albert Snouck Hurgronje, calciatore olandese (n. 1903)
- 1968 - Redmond Garrett Prendiville, arcivescovo cattolico irlandese (n. 1900)
- 1969 - Gerald Fitzgerald, presbitero statunitense (n. 1894)
- 1969 - Francesco Tullio, imprenditore e politico italiano (n. 1877)
- 1970 - Alma Macrorie, montatrice statunitense (n. 1904)
- 1971 - Mario Apollonio, critico letterario, critico teatrale e antifascista italiano (n. 1901)
- 1971 - Martin Benka, pittore e illustratore slovacco (n. 1888)
- 1971 - Paul Boulet, scrittore e esperantista francese (n. 1884)
- 1971 - Camille Clifford, attrice teatrale e modella belga (n. 1885)
- 1971 - Wilfrid Le Gros Clark, chirurgo e paleontologo inglese (n. 1895)
- 1971 - Piero Portalupi, direttore della fotografia italiano (n. 1913)
- 1971 - Hendrik Scherpenhuijzen, schermidore olandese (n. 1882)
- 1971 - Franz Stangl, militare austriaco (n. 1908)
- 1972 - Prasanta Chandra Mahalanobis, statistico e scienziato indiano (n. 1893)
- 1973 - Abd al-Rahman al-Bazzaz, politico iracheno (n. 1913)
- 1973 - Francisco López de Goicoechea Inchaurrandieta, avvocato e politico spagnolo (n. 1894)
- 1974 - Mario Ferrari, attore e doppiatore italiano (n. 1894)
- 1974 - Francesco Rizzi, ingegnere e generale italiano (n. 1899)
- 1974 - Giacomo Vender, presbitero, militare e partigiano italiano (n. 1909)
- 1975 - Kōnstantinos Apostolou Doxiadīs, architetto greco (n. 1913)
- 1975 - Valentina e Zinaida Brumberg, regista sovietica (n. 1899)
- 1975 - Serge Reding, sollevatore belga (n. 1941)
- 1975 - Rod Serling, scrittore e sceneggiatore statunitense (n. 1924)
- 1975 - Michail Stepanovič Šumilov, generale sovietico (n. 1895)
- 1976 - Stanley Baker, attore britannico (n. 1928)
- 1976 - Jakov Izrailevič Zak, pianista e docente sovietico (n. 1913)
- 1978 - Antonio Calderara, pittore italiano (n. 1903)
- 1978 - Iuliu Hirțea, vescovo cattolico rumeno (n. 1914)
- 1978 - Prvoslav Mihajlović, allenatore di calcio e calciatore jugoslavo (n. 1921)
- 1978 - Luigi Nardi, ingegnere italiano (n. 1900)
- 1978 - José María Portell, giornalista spagnolo (n. 1933)
- 1979 - Paul Dessau, direttore d'orchestra tedesco (n. 1894)
- 1980 - Francesco Arnaldi, latinista e lessicografo italiano (n. 1897)
- 1980 - Helen Gahagan Douglas, attrice e politica statunitense (n. 1900)
- 1980 - José Iturbi, pianista, clavicembalista e direttore d'orchestra spagnolo (n. 1895)
- 1980 - Keijo Liinamaa, politico e avvocato finlandese (n. 1929)
- 1980 - Warren Simpson, giocatore di snooker australiano
- 1981 - Mohammad Beheshti, scrittore, politico e giurista iraniano (n. 1929)
- 1981 - Terry Fox, maratoneta e attivista canadese (n. 1958)
- 1982 - Adolf Portmann, zoologo, biologo e filosofo svizzero (n. 1897)
- 1983 - Antonio Folco, ciclista su strada italiano (n. 1909)
- 1983 - Alf Francis, ingegnere e progettista polacco (n. 1918)
- 1983 - Pietro Frua, imprenditore e designer italiano (n. 1913)
- 1983 - Elżbieta Katolik, mezzofondista polacca (n. 1949)
- 1983 - György Kovásznai, pittore e regista ungherese (n. 1934)
- 1983 - Carlo Solveni, bobbista italiano (n. 1897)
- 1984 - Claude Chevalley, matematico francese (n. 1909)
- 1984 - Ferruccio De Michieli Vitturi, politico italiano (n. 1923)
- 1984 - Claus Gatterer, storico e giornalista italiano (n. 1924)
- 1984 - Gavin Astor, II barone Astor, ufficiale e editore inglese (n. 1918)
- 1984 - Alfredo Majorano, commediografo e etnologo italiano (n. 1902)
- 1984 - Vera Nemčinova, ballerina russa (n. 1899)
- 1984 - August Nogara, ciclista su strada italiano (n. 1896)
- 1984 - Yigael Yadin, generale, archeologo e politico israeliano (n. 1917)
- 1985 - James Craig, attore statunitense (n. 1912)
- 1985 - Vittorio Ghirlanda, calciatore italiano (n. 1919)
- 1985 - Mischa Spoliansky, compositore russo (n. 1898)
- 1986 - Ferdinando Prat, partigiano, politico e educatore italiano (n. 1916)
- 1987 - Dante Gorreri, antifascista, partigiano e politico italiano (n. 1900)
- 1987 - John Emrys Lloyd, schermidore britannico (n. 1905)
- 1988 - Iris Origo, scrittrice inglese (n. 1902)
- 1988 - Kurt Raab, attore, sceneggiatore e drammaturgo tedesco (n. 1941)
- 1989 - Togo Bozzi, saggista e giornalista italiano (n. 1905)
- 1989 - Joris Ivens, regista, sceneggiatore e montatore olandese (n. 1898)
- 1989 - Walter Marcacci, calciatore italiano (n. 1908)
- 1989 - Alfredo Sadel, tenore, compositore e attore venezuelano (n. 1930)
- 1991 - Arnold Kieffer, calciatore lussemburghese (n. 1910)
- 1991 - Hans Nüsslein, tennista e allenatore di tennis tedesco (n. 1910)
- 1991 - Nikolas Vogel, attore e giornalista tedesco (n. 1967)
- 1991 - Norbert Werner, giornalista austriaco
- 1992 - Silvio Guarnieri, critico letterario e saggista italiano (n. 1910)
- 1992 - Peter Hirt, pilota di Formula 1 svizzero (n. 1910)
- 1992 - Joan Marshall, attrice statunitense (n. 1931)
- 1992 - John Piper, artista britannico (n. 1903)
- 1992 - Michail Tal', scacchista sovietico (n. 1936)
- 1993 - GG Allin, cantautore statunitense (n. 1956)
- 1993 - Gudrun Brost, attrice svedese (n. 1910)
- 1993 - Boris Hristov, basso bulgaro (n. 1914)
- 1993 - István Kiszely, calciatore ungherese (n. 1914)
- 1993 - Didi Perego, attrice italiana (n. 1935)
- 1993 - Michel Ricaud, regista francese (n. 1944)
- 1994 - Gustave Fonjallaz, bobbista svizzero (n. 1909)
- 1994 - Giancarlo Sbragia, attore, regista teatrale e drammaturgo italiano (n. 1926)
- 1995 - Pier Quinto Cariaggi, produttore discografico, giornalista e paroliere italiano (n. 1936)
- 1995 - Angelo Frosi, vescovo cattolico italiano (n. 1924)
- 1995 - Arne Mattsson, regista e sceneggiatore svedese (n. 1919)
- 1995 - Mauro Raphael, calciatore brasiliano (n. 1933)
- 1996 - Julio Bolbochán, scacchista argentino (n. 1920)
- 1996 - Birger Breivik, politico norvegese (n. 1912)
- 1996 - Ivan Jazbinšek, calciatore jugoslavo (n. 1914)
- 1996 - Kwan Tak-hing, attore cinematografico cinese (n. 1905)
- 1996 - Franco Palaggi, produttore cinematografico italiano (n. 1910)
- 1997 - Hildegard Ochse, fotografa tedesca (n. 1935)
- 1997 - Ondino Viera, allenatore di calcio e calciatore uruguaiano (n. 1901)
- 1998 - Guido Guidi, pittore italiano (n. 1901)
- 1998 - Zbigniew Herbert, poeta, saggista e drammaturgo polacco (n. 1924)
- 1998 - Louis Hostin, sollevatore francese (n. 1908)
- 1998 - Jean-Yves Raimbaud, disegnatore francese (n. 1958)
- 1998 - Jack Rowley, allenatore di calcio e calciatore inglese (n. 1920)
- 1998 - Kamala Sohonie, biochimica indiana (n. 1911)
- 1999 - Vere Bird, politico antiguo-barbudano
- 1999 - Hilde Krahl, attrice austriaca (n. 1917)
- 2000 - Nils Poppe, attore e comico svedese (n. 1908)

## XXI secolo(141)
- 2001 - Mortimer Adler, filosofo statunitense (n. 1902)
- 2001 - Giuliano Bertuccioli, sinologo e diplomatico italiano (n. 1923)
- 2001 - Al Dempster, illustratore statunitense (n. 1911)
- 2001 - Ira Eisenstein, rabbino statunitense (n. 1906)
- 2001 - John Olsen, calciatore norvegese (n. 1928)
- 2001 - Aurelio Roncaglia, filologo e critico letterario italiano (n. 1917)
- 2002 - Anatolij Akimov, pallanuotista sovietico (n. 1947)
- 2002 - William Dufty, scrittore statunitense (n. 1916)
- 2002 - François Périer, attore francese (n. 1919)
- 2002 - Cherubino Staldi, scacchista italiano (n. 1911)
- 2003 - Simone Bianchetti, velista e navigatore italiano (n. 1968)
- 2003 - Hans Peter Bimler, medico e dentista tedesco (n. 1916)
- 2003 - Walter Budrun, cestista statunitense (n. 1908)
- 2003 - Pauline Flanagan, attrice irlandese (n. 1925)
- 2003 - Nunzio Incardona, filosofo italiano (n. 1928)
- 2003 - Nikolaj Efimovič Kuročkin, astronomo russo (n. 1923)
- 2003 - Wim Slijkhuis, mezzofondista olandese (n. 1923)
- 2004 - Anthony Buckeridge, scrittore britannico (n. 1912)
- 2005 - Bardhyl Ajeti, giornalista jugoslavo (n. 1977)
- 2005 - Dante Bettoni, politico e sindacalista italiano (n. 1920)
- 2005 - Mario Di Pietro, calciatore brasiliano (n. 1928)
- 2005 - Philip Hobsbaum, poeta, critico letterario e insegnante britannico (n. 1932)
- 2005 - Gyula Petrikovics, canoista ungherese (n. 1943)
- 2006 - Ignacio Alustiza, calciatore spagnolo (n. 1931)
- 2006 - Bio Boccosi, compositore, fisarmonicista e editore italiano (n. 1912)
- 2006 - Albrecht von Goertz, designer tedesco (n. 1914)
- 2006 - Slobodan Janković, cestista jugoslavo (n. 1963)
- 2006 - Theodore Levitt, economista tedesco (n. 1925)
- 2007 - Leo Burmester, attore statunitense (n. 1944)
- 2007 - Enrico Guidoni, storico italiano (n. 1939)
- 2007 - Sterling E. Lanier, scrittore e scultore statunitense (n. 1927)
- 2007 - Kiichi Miyazawa, politico giapponese (n. 1919)
- 2008 - Giancarlo Barigozzi, sassofonista, flautista e tecnico del suono italiano (n. 1930)
- 2008 - Irina Michailovna Baronova, ballerina russa (n. 1919)
- 2008 - Eva Belaise, nuotatrice italiana (n. 1927)
- 2008 - Douglas Bennett, canoista canadese (n. 1918)
- 2008 - John Bonetti, giocatore di poker statunitense (n. 1928)
- 2008 - Ruslana Koršunova, modella kazaka (n. 1987)
- 2008 - Nicolae Linca, pugile rumeno (n. 1929)
- 2008 - Stig Olin, attore, regista e cantante svedese (n. 1920)
- 2008 - Gregory Yong, arcivescovo cattolico malaysiano (n. 1925)
- 2009 - Piero Boni, sindacalista e partigiano italiano (n. 1920)
- 2009 - Alberto Cappi, poeta italiano (n. 1940)
- 2009 - Billy Mays, personaggio televisivo statunitense (n. 1958)
- 2010 - Robert Byrd, politico statunitense (n. 1917)
- 2010 - Giuliana Fiorentino Tedeschi, scrittrice e superstite dell'Olocausto italiana (n. 1914)
- 2010 - Nicolas Hayek, imprenditore svizzero (n. 1928)
- 2010 - Angelo Ruffinoni, calciatore italiano (n. 1931)
- 2010 - Rodolfo Torre Cantú, medico e politico messicano (n. 1964)
- 2011 - Giorgio Bernardin, calciatore italiano (n. 1928)
- 2011 - Lidia De Federicis, critica letteraria e insegnante italiana (n. 1930)
- 2011 - Vladimir Dimitrijević, editore e scrittore serbo (n. 1934)
- 2011 - Silvio Fagiolo, diplomatico italiano (n. 1938)
- 2011 - Osamu Kobayashi, doppiatore giapponese (n. 1934)
- 2011 - Walter Nicodemi, ingegnere italiano (n. 1936)
- 2012 - Claudia Artoni Schlesinger, psicanalista italiana (n. 1935)
- 2012 - Stephen Dwoskin, regista statunitense (n. 1939)
- 2012 - Leontine T. Kelly, vescova luterana statunitense (n. 1920)
- 2012 - Mikal Kirkholt, fondista norvegese (n. 1920)
- 2012 - Amato Lamberti, sociologo e politico italiano (n. 1943)
- 2012 - Tommaso Rossi, politico italiano (n. 1927)
- 2012 - Robert Sabatier, scrittore francese (n. 1923)
- 2012 - Herb Scherer, cestista statunitense (n. 1928)
- 2012 - Zhang Ruifang, attrice cinese (n. 1909)
- 2013 - Matt Osborne, wrestler statunitense (n. 1957)
- 2013 - Alfredo D'Agostino, politico italiano (n. 1924)
- 2013 - Kenneth Minogue, politologo australiano (n. 1930)
- 2013 - Giuseppe Rotelli, avvocato, dirigente pubblico e imprenditore italiano (n. 1945)
- 2013 - Silvi Vrait, cantante estone (n. 1951)
- 2014 - Guido Boni, ciclista su strada italiano (n. 1933)
- 2014 - Otello Ceccato, pittore italiano (n. 1928)
- 2014 - Piero Nelli, regista, scrittore e autore televisivo italiano (n. 1926)
- 2014 - Meshach Taylor, attore statunitense (n. 1947)
- 2014 - Gina Tiossi, italiana (n. 1922)
- 2015 - Goran Brajković, calciatore croato (n. 1978)
- 2015 - Antonio Caldoro, politico italiano (n. 1924)
- 2015 - Jack Carter, attore e comico statunitense (n. 1922)
- 2015 - Hidehito Ueda, regista giapponese (n. 1953)
- 2016 - Gianfranco Bianco, giornalista e conduttore televisivo italiano (n. 1952)
- 2016 - György Csete, architetto ungherese (n. 1937)
- 2016 - Freddie Gilroy, pugile irlandese (n. 1936)
- 2016 - Scotty Moore, chitarrista statunitense (n. 1931)
- 2016 - Fabiane Niclotti, modella brasiliana (n. 1984)
- 2016 - Pat Summitt, cestista e allenatrice di pallacanestro statunitense (n. 1952)
- 2017 - Phil Cohran, trombettista e polistrumentista statunitense (n. 1927)
- 2017 - Ettore Masina, giornalista, scrittore e politico italiano (n. 1928)
- 2018 - Goran Bunjevčević, calciatore serbo (n. 1973)
- 2018 - Miguel Câmara Filho, arcivescovo cattolico brasiliano (n. 1925)
- 2018 - Harlan Ellison, scrittore statunitense (n. 1934)
- 2018 - Domenico Losurdo, storico della filosofia italiano (n. 1941)
- 2018 - Christine Nöstlinger, scrittrice e illustratrice austriaca (n. 1936)
- 2018 - Aldo Loris Rossi, architetto italiano (n. 1933)
- 2019 - Paul Benjamin, attore statunitense (n. 1934)
- 2019 - Justo Bonetto, cestista italiano (n. 1938)
- 2019 - Borislav Džaković, allenatore di pallacanestro serbo (n. 1947)
- 2019 - Charles Levin, attore statunitense (n. 1949)
- 2019 - Lisa Martinek, attrice e sceneggiatrice tedesca (n. 1972)
- 2019 - Vito Melito, ultramaratoneta e maratoneta italiano (n. 1945)
- 2019 - Franco Mondini, batterista e giornalista italiano (n. 1935)
- 2019 - Gino Pizzati, aviatore e militare italiano (n. 1919)
- 2019 - Jacques-René Rabier, funzionario francese (n. 1919)
- 2020 - Rudolfo Anaya, scrittore statunitense (n. 1937)
- 2020 - Marián Čišovský, calciatore slovacco (n. 1979)
- 2020 - Aldo Luigi Rizzo, architetto e pittore italiano (n. 1930)
- 2020 - Luciano Rondinella, cantante, attore e imprenditore italiano (n. 1933)
- 2020 - Yu Lan, attrice cinese (n. 1921)
- 2021 - Adriano Angerilli, militare italiano (n. 1918)
- 2021 - Lázaro Barbosa de Sousa, serial killer brasiliano (n. 1988)
- 2021 - Marcel Bimale, cestista e allenatore di pallacanestro centrafricano (n. 1946)
- 2021 - Ivan Bordi, pallanuotista rumeno (n. 1938)
- 2021 - Maurice Buffière, cestista e allenatore di pallacanestro francese (n. 1934)
- 2021 - Harry Johnston, politico statunitense (n. 1931)
- 2021 - Vera Nikolić, mezzofondista jugoslava (n. 1948)
- 2021 - Greg Noll, surfista statunitense (n. 1937)
- 2022 - Cüneyt Arkın, attore, regista e produttore cinematografico turco (n. 1937)
- 2022 - Martin Bangemann, politico tedesco (n. 1934)
- 2022 - Eleonora Barbieri Masini, sociologa italiana (n. 1928)
- 2022 - Casilda Benegas Gallego, supercentenaria argentina (n. 1907)
- 2022 - Massimo Consolati, pugile italiano (n. 1937)
- 2022 - Neville Hayes, nuotatore australiano (n. 1943)
- 2022 - Gigi Petyx, fotoreporter italiano (n. 1938)
- 2022 - Mike Schuler, allenatore di pallacanestro statunitense (n. 1940)
- 2022 - Renzo Uzzecchini, calciatore e allenatore di calcio italiano (n. 1935)
- 2023 - Corazon Nuñez Malanyaon, politica filippina (n. 1949)
- 2023 - Lowell Weicker, politico statunitense (n. 1931)
- 2024 - Jim Barrows, sciatore alpino e allenatore di sci alpino statunitense (n. 1944)
- 2024 - Lando Bartolini, tenore italiano (n. 1937)
- 2024 - Orlando Cepeda, giocatore di baseball portoricano (n. 1937)
- 2024 - Maurice Fournier, altista francese (n. 1933)
- 2024 - Yves Herbet, calciatore e allenatore di calcio francese (n. 1945)
- 2024 - Robert Irwin, storico, scrittore e orientalista britannico (n. 1946)
- 2024 - Claudio Mancini, produttore cinematografico italiano (n. 1928)
- 2024 - Mohamed Osman Jawari, politico somalo (n. 1945)
- 2025 - Giuseppe Caterina, politico italiano (n. 1943)
- 2025 - Gilda Cruz-Romo, soprano messicano (n. 1940)
- 2025 - Mabandla Dlamini, politico swati (n. 1930)
- 2025 - Peter James, attore e regista teatrale britannico (n. 1940)
- 2025 - Ihor Myronovyč Kalynec', poeta ucraino (n. 1939)
- 2025 - Giuseppe Martellotta, politico italiano (n. 1941)
- 2025 - Gabriele Alberto Quadri, scrittore, poeta e insegnante svizzero (n. 1950)
- 2025 - Jacques Vergnes, calciatore francese (n. 1948)